# Sulcarius atriventris
Sulcarius atriventris là một loài tò vò trong họ Ichneumonidae.